# Pływanie na Letnich Igrzyskach Olimpijskich 1928 – 100 m stylem dowolnym kobiet
Wyścig na 100 metrów stylem dowolnym kobiet był jedną z konkurencji pływackich rozgrywanych podczas IX Letnich Igrzysk Olimpijskich w Amsterdamie. Wystartowały 24 zawodniczki z jedenastu reprezentacji.
Drużyna pływaczek ze Stanów Zjednoczonych przyjechała do Holandii z zamiarem powtórzenia sukcesów z Antwerpii i Paryża - zgarnięcie wszystkich medali. Eleanor Garatti-Saville wysunęła się na pozycję faworytki po tym, jak w półfinale ustanowiła nowy rekord olimpijski, lecz finał należał do drugiej Amerykanki, Albiny Osipowich, która przyjechała do Amsterdamu jako dopiero trzecia w amerykańskich kwalifikacjach. Wygrała z Garatti-Saville zaledwie o 0,4 sekundy. Kariera Osipowich była bardzo krótka. Po igrzyskach poszła do college'u, a pływanie stało się jedynie hobby. Dwie pływaczki brytyjskie, Joyce Cooper i Jean McDowell osiągnęły identyczny czas w finale, lecz to Joyce otrzymała brązowy medal, gdy trzech z pięciu sędziów przyznało jej swój głos.

## Rekordy
| Rekord świata     | 1:10,0 | Ethel Lackie       | Toledo (USA) | 28 stycznia 1926 |
| Rekord olimpijski | 1:12,2 | Mariechen Wehselau | Paryż (FRA)  | 19 lipca 1924    |

## Wyniki

### Eliminacje
Dwie najszybsze zawodniczki z każdego wyścigu i najszybsza z trzeciego miejsca awansowały do półfinału.
Wyścig 1
| Miejsce | Zawodniczka    | Czas   | Uwagi |
| ------- | -------------- | ------ | ----- |
| 1       | Jean McDowell  | 1:14,0 | Q     |
| 2       | Susan Laird    | 1:14,2 | Q     |
| 3       | Maria Vierdag  | 1:14,4 | q     |
| 4       | Irene Erkens   | 1:15,0 |       |
| 5       | Rhoda Rennie   | b. d.  |       |
| 6       | Claire Horrent | b. d.  |       |

Wyścig 2
| Miejsce | Zawodniczka       | Czas   | Uwagi |
| ------- | ----------------- | ------ | ----- |
| 1       | Agnete Olsen      | 1:15,8 | Q     |
| 2       | Ena Stockley      | 1:16,4 | Q     |
| 3       | Maria Engelenberg | 1:22,6 |       |
| 4       | Edna Davey        | b. d.  |       |
| 5       | Marguerite Ledoux | b. d.  |       |

Wyścig 3
| Miejsce | Zawodniczka             | Czas   | Uwagi |
| ------- | ----------------------- | ------ | ----- |
| 1       | Eleanor Garatti-Saville | 1:14,8 | Q     |
| 2       | Iris Tanner             | 1:26,4 | Q     |

Wyścig 4
| Miejsce | Zawodniczka      | Czas   | Uwagi |
| ------- | ---------------- | ------ | ----- |
| 1       | Albina Osipowich | 1:12,4 | Q     |
| 2       | Nora Miller      | 1:17,2 | Q     |
| 3       | Margit Sipos     | 1:18,8 |       |

Wyścig 5
| Miejsce | Zawodniczka         | Czas   | Uwagi |
| ------- | ------------------- | ------ | ----- |
| 1       | Kathleen Russell    | 1:15,4 | Q     |
| 2       | Sarolta Stieber     | 1:22,2 | Q     |
| 3       | Marguerite Dockrell | 1:31,6 |       |

Wyścig 6
| Miejsce | Zawodniczka       | Czas   | Uwagi |
| ------- | ----------------- | ------ | ----- |
| 1       | Charlotte Lehmann | 1:15,6 | Q     |
| 2       | Joyce Cooper      | 1:16,8 | Q     |
| 3       | Bonnie Mealing    | 1:20,6 |       |
| 4       | Gerda Bredgaard   | b. d.  |       |
| 5       | Anne Dupire       | b. d.  |       |

### Półfinały
Trzy najszybsze zawodniczki z każdego półfinału awansowały do finału.
Półfinał 1
| Miejsce | Zawodniczka      | Czas   | Uwagi |
| ------- | ---------------- | ------ | ----- |
| 1       | Albina Osipowich | 1:12,2 | Q     |
| 2       | Susan Laird      | 1:13,8 | Q     |
| 3       | Joyce Cooper     | 1:14,0 | Q     |
| 4       | Iris Tanner      | b. d.  |       |
| 5       | Ena Stockley     | b. d.  |       |
| 6       | Agnete Olsen     | b. d.  |       |
| -       | Sarolta Stieber  | DNF    |       |

Półfinał 2
| Miejsce | Zawodniczka             | Czas   | Uwagi |
| ------- | ----------------------- | ------ | ----- |
| 1       | Eleanor Garatti-Saville | 1:11,4 | Q     |
| 2       | Jean McDowell           | 1:15,6 | Q     |
| 3       | Charlotte Lehmann       | 1:15,8 | Q     |
| 4       | Kathleen Russell        | b. d.  |       |
| 5       | Maria Vierdag           | b. d.  |       |
| 6       | Nora Miller             | b. d.  |       |

### Finał
| Miejsce | Zawodniczka             | Czas   |
| ------- | ----------------------- | ------ |
| 1       | Albina Osipowich        | 1:11,0 |
| 2       | Eleanor Garatti-Saville | 1:11,4 |
| 3       | Joyce Cooper            | 1:13,6 |
| 4       | Jean McDowell           | 1:13,8 |
| 5       | Susan Laird             | 1:14,6 |
| 6       | Charlotte Lehmann       | 1:15,2 |